# Veinge
Veinge – miejscowość (tätort) w Szwecji, w regionie administracyjnym (län) Halland, w gminie Laholm.
Według danych Szwedzkiego Urzędu Statystycznego liczba ludności wyniosła: 1417 (31 grudnia 2015), 1446 (31 grudnia 2018) i 1522 (31 grudnia 2019).